# Bruno Pedron
Dom Bruno Pedron S.D.B. (Torreglia, 3 de junho de 1944 - Campo Grande, 17 de junho de 2022) foi um clérigo católico romano italiano, da Congregação dos Salesianos e bispo-emérito de Ji-Paraná. 

## Biografia
Bruno Pedron era filho de Giovanni e Maria Mario. Frequentou a escola primária em sua cidade natal e veio ainda jovem para o Brasil. Cursou o ensino médio e Filosofia no Instituto Pedagógico Salesiano em Campo Grande e Teologia no Instituto Pedagógico Salesiano Afiliato All’UPS Verona, Saval, Itália. Também fez pós-graduação em Administração pelas Faculdades Unidas Católicas de Mato Grosso (FUCMT).
Em 16 de agosto de 1963 fez a profissão religiosa na congregação dos salesianos e em 8 de agosto de 1974 foi ordenado sacerdote, em sua cidade natal, pelo bispo de Pádua, Girolamo Bortignon.
Em seguida, voltou para o Brasil, permanecendo em Campo Grande por três meses numa paróquia e, em janeiro de 1975, foi para Coxipó da Ponte como professor e coordenador de estudos no aspirantado salesiano. Depois de um ano foi eleito pároco de Nossa Senhora da Guia de Coxipó da Ponte. Em 1979 foi transferido para a missão entre os Xavantes de Sangradouro como ecônomo e professor da escola indígena; no ano seguinte, foi transferido como diretor da Missão Sagrado Coração de Jesus em Meruri, entre os Bororos.
Em 1983 recebeu a obediência para o Colégio Dom Bosco em Campo Grande. Na metade do ano foi eleito diretor dos Cursos de Direito, Administração, Ciências Contábeis da FUCMT. Diretor do aspirantado salesiano da Lagoa da Cruz em Campo Grande, de 1987 a 1993, quando foi para Roma para um curso de formadores. Em julho de 1994 voltou para Campo Grande e foi mandado para a Paróquia Santa Terezinha do Menino Jesus em Rondonópolis. No ano de 1997 foi a Lins como diretor das Faculdades Salesianas e retornou para a mesma paróquia em Rondonópolis em 1998.
Nomeado Bispo Coadjutor de Jardim em 24 de março de 1999 pelo Papa João Paulo II, recebeu a ordenação episcopal em 21 de maio seguinte, na Igreja Sagrado Coração de Jesus em Rondonópolis, por Dom Vitório Pavanello, SDB, Arcebispo de Campo Grande; os principais co-consagradores foram Dom Juventino Kestering, Bispo de Rondonópolis, e Dom Onofre Cândido Rosa, SDB, Bispo de Jardim.
Dom Bruno sucedeu como chefe da Diocese de Jardim em 4 de agosto de 1999.
O Papa Bento XVI o nomeou bispo da Diocese de Ji-Paraná em 11 de abril de 2007. Foi instalado em 24 de junho e renunciou ao cargo por idade em 5 de junho de 2019, sendo sucedido por Dom Norbert Hans Christoph Foerster.
Como Bispo foi eleito Presidente da Regional “Oeste 2” da Conferência Nacional dos Bispos do Brasil, para o quadriênio 2003-2007 e, nesta qualidade, membro do Conselho Permanente da CNBB. Também foi presidente da regional Noroeste.
Após tornar-se bispo emérito de Ji-Paraná, foi acometido de Alzheimer tendo degradado seu estado de saúde progressivamente. Passou a residir em Campo Grande, no Seminário dos Salesianos Paulo VI. Faleceu no hospital em 17 de junho de 2022 aos 78 anos, vítima de falência múltipla dos órgãos.